# Ferdinand Brunner (Politiker)
 Ferdinand Brunner  (* 12. Mai 1886 in Linz; † 6. Oktober 1945 in Schärding) war ein österreichischer Steuerbeamter und Politiker.
Brunner kam als Steuerbeamter 1918 nach Schärding und wurde schon 1919 Bürgermeister der Stadt und Landtagsabgeordneter für die Sozialdemokratische Partei. Daneben war er auch Ausschussmitglied der Sparkasse Schärding.
Nach einem Jahr seiner Tätigkeit als Bürgermeister fehlten bei der Stadt 160.000 Kronen und bei der Sparkasse 419.000 Kronen; Brunner hatte diese Gelder auf seine eigenen Konten überwiesen. Daraufhin musste er alle seine Funktionen niederlegen und wurde, obwohl er seine Verfehlungen wiedergutgemacht hatte, zu 15 Monaten Kerker verurteilt. Das Datum seines Rücktrittes als Landtagsabgeordneter ist nicht genau bekannt, doch im März 1921 wird er als „gewesener Abgeordneter“ bezeichnet.